# تامبا باي موتيني
تامبا باي موتيني (بالإنجليزية: Tampa Bay Mutiny)‏ هو نادي كرة قدم أمريكي تم تأسيسه في سنة 1995 ويتمركز في مدينة تامبا في ولاية فلوريدا في الولايات المتحدة، ينافس هذا النادي في الدوري الأمريكي لكرة القدم (MLS)، كان يلعب مبارياته في البداية في ستاد تامبا وثم تحول إلى ملعب ريموند جيمس، وتم حله في سنة 2001.